# Voskresenka, Burîn
Voskresenka (în ucraineană Воскресенка) este localitatea de reședință a comunei Voskresenka din raionul Burîn, regiunea Sumî, Ucraina.

## Demografie
Componența lingvistică a localității Voskresenka
     Ucraineană (99,16%)
     Alte limbi (0,84%)
Conform recensământului din 2001, majoritatea populației localității Voskresenka era vorbitoare de ucraineană (99,16%), existând în minoritate și vorbitori de alte limbi.